# Christopher Maurer
Christopher Maurer (Abington, Pensilvania, 1949) es un hispanista estadounidense, profesor de literatura española y destacado especialista en la obra de Federico García Lorca.

## Biografía
Después de dos años de estudios en la Universidad de Salamanca hizo la Licenciatura en Artes en la Universidad de Columbia y la maestría y doctorado en la de Pensilvania en 1982 con una tesis sobre Obra y vida de Francisco de Figueroa, dirigida por Gonzalo Sobejano y publicada en Madrid (Istmo, 1986). Fue profesor de Harvard (1982-1990) y catedrático de la Universidad Vanderbilt (1990-2000), de la Universidad de Chicago (2000-2004) y en la actualidad lo es de la Universidad de Boston. Ha estudiado y traducido la obra de Baltasar Gracián, de Quevedo, de Federico García Lorca y de Juan Ramón Jiménez. También es autor de ediciones de Emilio Prados, de Jorge Guillén y del poeta renacentista Francisco de Figueroa. Sus trabajos se centran principalmente en la literatura española de los siglos de oro y la Generación del 27 con especial atención a las relaciones entre la poesía, la pintura y la música. Su biografía del pintor y escritor Walter Inglis Anderson fue premiado por el Missisippi Institute of Arts and Letters y ganó en 2003 el premio “Eudora Welty”. Con María Estrella Iglesias ha narrado, en Dreaming in Clay on the Coast of Mississippi (Doubleday, 2000), la historia insólita de una familia extendida de ceramistas, pintores y poetas. Un libro reciente estudia El Cristo de Velázquez de Miguel de Unamuno. Su traducción del Oráculo manual y arte de prudencia, de Baltasar Gracián, publicado como The Art of Worldly Wisdom, ha sido uno de los libros españoles más vendidos en EE. UU. En 2009 fue nombrado Correspondiente de la Real Academia Española y en 2010 fue nombrado oficial de la Orden de Isabel la Católica.

## Obras
- El Cristo de Velázquez de Unamuno: Creación y Creencia. Imprenta Artesanal del Ayuntamiento de Madrid, 2009.
- Fortune’s Favorite Child: The Uneasy Life of Walter Anderson. Jackson: University Press of Mississippi, 2003.
- Federico García Lorca y su "Arquitectura del cante jondo", Granada, Editorial Comares, 2001.
- Con María Estrella Iglesias, Dreaming in Clay on the Coast of Mississippi: Love and Art at Shearwater, Doubleday, 2000
- Federico García Lorca, 1898-1936 (CD-ROM. Madrid: Imago Mundi/Fundación Federico García Lorca, 1998.)
- Federico García Lorca, 1898-1936, Madrid: Autor, 1998.
- Con María Estrella Iglesias, Temas: Invitación a la literatura hispánica. Boston: Houghton-Mifflin, l993.
- Obra y vida de Francisco de Figueroa (Madrid, Istmo, 1986).

### Ediciones
- Jorge Guillén, «...Que van a dar en la mar». Madrid: Imprenta Artesanal del Ayuntamiento de Madrid, 2001.
- Emilio Prados, Mosaico. Ed. C. Maurer, María Paz Pintané, Anne Connor. Madrid: Ediciones Calambur, 1998.
- Federico García Lorca, Epistolario completo. Ed. Christopher Maurer y Andrew A. Anderson. Part I. Madrid: Ediciones Cátedra. 1997.
- Federico García Lorca, Conferencias. Madrid: Alianza Editorial, l984, 2 vols.
- Federico García Lorca, Prosa inédita de juventud. Madrid: Ediciones Cátedra, 1994
- Pedro Salinas de viva voz. "Mundo real y mundo poético" y dos entrevistas olvidadas. Valencia: Pre-Textos, 1996.
- Federico García Lorca, Poeta en Nueva York / Poet in New York. 2a. ed. New York: Farrar, Straus and Giroux, 1998.
- Federico García Lorca escribe a su familia desde Nueva York y La Habana. Madrid: Poesía (Ministerio de Cultura), l986.
- Federico García Lorca, How a City Sings From November to November / Cómo canta una ciudad de noviembre a noviembre. San Francisco: Cadmus Editions, l984.

### Traducciones
- Federico García Lorca, A Season in Granada: Uncollected Poetry and Prose. London: Anvil Press Poetry, 1998.
- In Search of Duende. New York: New Directions, 1998.
- Juan Ramón Jiménez, The Complete Perfectionist. New York: Doubleday Currency, 1997.
- Baltasar Gracián, A Pocket Mirror for Heroes. New York: Doubleday Currency, 1996.
- íd., The Art of Worldly Wisdom: A Pocket Oracle. New York: Doubleday Currency, l99l.
- Traduc. e introducción de Mario Hernández, Line of Light and Shadow: The Drawings of Federico García Lorca. Durham: Duke University Press, l99l.

- Datos: Q5767685